# Diócesis de Nashik
La diócesis de Nashik (en latín: Dioecesis Nashikensis y en inglés: Roman Catholic Diocese of Nashik) es una circunscripción eclesiástica de la Iglesia católica en India. Se trata de una diócesis latina, sufragánea de la arquidiócesis de Bombay. Desde el 11 de noviembre de 2010 su obispo es Lourdes Daniel.

## Territorio y organización
La diócesis tiene 57 532 km² y extiende su jurisdicción sobre los fieles católicos de rito latino residentes en la división de Nashik del estado de Maharashtra.
La sede de la diócesis se encuentra en la ciudad de Nashik, en donde se halla la Catedral de Santa Ana.
En 2021 en la diócesis existían 34 parroquias.

## Historia
La diócesis fue erigida el 15 de mayo de 1987 con la bula Quandoquidem sanctissima del papa Juan Pablo II, obteniendo el territorio de la diócesis de Poona.

## Estadísticas
Según el Anuario Pontificio 2022 la diócesis tenía a fines de 2021 un total de 74 060 fieles bautizados.
| Año                                                                             | Población            | Población  | Población      | Sacerdotes | Sacerdotes    | Sacerdotes    | Bautizados por sacerdote | Diáconos permanentes | Religiosos | Religiosos | Parroquias |
| Año                                                                             | Bautizados católicos | Total      | % de católicos | Total      | Clero secular | Clero regular | Bautizados por sacerdote | Diáconos permanentes | Varones    | Mujeres    | Parroquias |
| ------------------------------------------------------------------------------- | -------------------- | ---------- | -------------- | ---------- | ------------- | ------------- | ------------------------ | -------------------- | ---------- | ---------- | ---------- |
| 1990                                                                            | 70 400               | 10 312 799 | 0.7            | 98         | 4             | 94            | 718                      |                      | 154        | 218        | 28         |
| 1999                                                                            | 72 000               | 13 535 000 | 0.5            | 93         | 19            | 74            | 774                      |                      | 158        | 274        | 27         |
| 2000                                                                            | 73 000               | 13 643 000 | 0.5            | 102        | 22            | 80            | 715                      |                      | 133        | 264        | 30         |
| 2001                                                                            | 78 000               | 13 500 000 | 0.6            | 105        | 25            | 80            | 742                      |                      | 133        | 266        | 30         |
| 2002                                                                            | 78 000               | 13 500 000 | 0.6            | 107        | 27            | 80            | 728                      |                      | 133        | 266        | 30         |
| 2003                                                                            | 80 000               | 20 000     | 0.4            | 100        | 28            | 72            | 800                      |                      | 138        | 247        | 33         |
| 2004                                                                            | 86 090               | 20 000     | 0.4            | 109        | 28            | 81            | 789                      |                      | 135        | 232        | 33         |
| 2013                                                                            | 80 654               | 2 919 229  | 2.8            | 106        | 30            | 76            | 760                      |                      | 160        | 286        | 34         |
| 2016                                                                            | 86 406               | 3 046 000  | 2.8            | 108        | 37            | 71            | 800                      |                      | 161        | 273        | 34         |
| 2019                                                                            | 89 700               | 3 160 800  | 2.8            | 131        | 38            | 93            | 684                      |                      | 158        | 273        | 34         |
| 2021                                                                            | 74 060               | 3 227 300  | 2.3            | 91         | 38            | 91            | 574                      |                      | 150        | 261        | 34         |
| Fuente: Catholic-Hierarchy, que a su vez toma los datos del Anuario Pontificio. |                      |            |                |            |               |               |                          |                      |            |            |            |

## Episcopologio
- Thomas Bhalerao, S.I. † (15 de mayo de 1987-31 de marzo de 2007)
- Felix Anthony Machado (16 de enero de 2008-10 de noviembre de 2009 nombrado arzobispo a título personal de Vasai)
- Lourdes Daniel, desde el 11 de noviembre de 2010